# La Prophétie d'Avignon
La Prophétie d'Avignon est une mini-série franco-suisse en huit épisodes de 52 minutes, créée par Emmanuelle Rey-Magnan et Pascal Fontanille, et réalisée par David Delrieux.
Elle a été diffusée en Suisse à partir du 8 août 2007 sur TSR1, en Belgique à partir du 13 août 2007 sur La Une et en France à partir du 28 août 2007 sur France 2.
Elle s'inscrit dans le genre des sagas de l'été.

## Synopsis
Dans cette mini-série ésotérique se déroule une enquête s'apparentant à une quête initiatique dont la clé réside dans le passé de la famille Esperanza. Un secret déroutant est connu de seulement quelques initiés.

## Distribution

### Famille Esperanza
- Louise Monot : Estelle Esperanza, conservatrice adjointe au palais des Papes d'Avignon. Au début, elle ne croit pas aux légendes.
- François Perrot : Louis Esperanza, grand-père d'Estelle ; ancien gardien du palais des Papes ; il est persuadé qu'Estelle est l'élue.
- Claude Gensac : Odette Esperanza, sœur de Louis ; durant la guerre, elle a sauvé des enfants juifs, dont les parents de Sandra. Son amant, Augustin, a été tué par les Frères de Judas le jour où elle a appris qu'elle était enceinte d'Henri.
- François Dunoyer : Jean Esperanza, père d'Estelle et chirurgien ; il est en conflit avec Louis et remarié avec Sandra.
- Gonzague Montuel : Julien Esperanza, demi-frère d'Estelle ; il est l'amant de Nadine.
- Jean-Marie Winling : Henri Esperanza, parrain d'Estelle et de Julien ; personnage trouble, il collectionne les objets ésotériques.
- Élise Tielrooy : Nadine Esperanza, épouse d'Henri. Plus jeune que son mari d'une vingtaine d'années, elle collectionne les amants, le dernier en date étant Julien, filleul de son mari, accroché à son tableau de chasse parce qu'elle est en secret membre des Frères de Judas et cherche à apporter à la confrérie un enfant issu du sang des Esperanza mais dévoué aux Frères de Judas. Disparaît mystérieusement en faussant compagnie à la police après son arrestation.
- Valeria Cavalli : Sandra Esperanza, femme de Jean, mère de Julien ; ses parents ont été sauvés pendant la guerre par Odette.
- Isabelle Tanakil : Joyce Esperanza alias « Carla di Montefeltro », membre des Frères de Judas, épouse de Jean Esperanza, prétendument morte dans un incendie en 1982, disparue alors qu'elle était enceinte de sa seconde fille, Muriel.

Arbre généalogique simplifié :
- Odette Esperanza, sœur de Louis, mère d'Henri et belle-mère de Nadine ;
  - Henri Esperanza, fils d'Odette et d'Augustin, époux de Nadine, parrain d'Estelle et de Julien ;
  - Nadine Esperanza, épouse d'Henri, maîtresse de Julien, filleul et cousin de son mari, mère d'un enfant issu de cette relation ;
- Louis Esperanza, frère d'Odette, père de Jean, beau-père de Joyce puis de Sandra, grand-père d'Estelle, Muriel et Julien, arrière-grand-père de l'enfant à naître de Julien et Nadine, et de Louise, fille qui naîtra de la relation entre Estelle et Olivier ;
  - Jean Esperanza, fils de Louis, époux de Joyce (qui lui donne Estelle puis Muriel) et de Sandra (qui lui donne Julien) ;
    - Estelle Esperanza ;
    - Muriel di Montefeltro, née secrètement du mariage de Jean Esperanza et Joyce ;
    - Julien Esperanza, né du mariage de Jean Esperanza et Sandra.

### Autres personnages
- Guillaume Cramoisan : Olivier Royal, archéologue et contremaître des fouilles ; il aide Estelle dans sa quête. Membre de la police, il a infiltré les Frères de Judas, après la disparition de son prédécesseur qui enquêtait déjà sur eux, pour le compte d'une agence française de services secrets. Il est par ailleurs descendant de l'architecte italien du pape Jean XXII.
- Bruno Madinier : David Périsse, archéologue en chef du chantier du palais des Papes ; il fut le professeur d'université d'Estelle et son amant. Entré contre son gré au service des Frères de Judas, il est assassiné par eux pour compromettre Estelle Esperanza.
- Annie Grégorio : Anne Renard, commissaire de police ; elle a la charge de l'enquête sur les mystérieux meurtres. Elle fait mine de tout ignorer sur les Frères de Judas, mais on apprend qu'elle a connaissance de la mission secrète d'Olivier Royal.
- Salem Kali : Mehdi, un des deux gérants du café La Mule du Pape à côté du palais, amant de Gil et copain d'Estelle. Après avoir appris que son père, lointain descendant de Saladin, est membre des Serviteurs de Sara, il intègrera à son tour la Confrérie pour venger l'assassinat de Gil et protéger sa propre vie et aider Estelle Esperanza à progresser dans la résolution de l'énigme menant au dévoilement de la prophétie.
- Serge Gisquière : Gil, l'autre gérant du café La Mule du Pape à côté du palais, amant de Mehdi, ancien mari d'Elsa et copain d'Estelle. Il meurt en protégeant Mehdi d'une tentative d'assassinat perpétrée par les Frères de Judas.
- Emmanuelle Boidron : Elsa, restauratrice d'objets anciens, colocataire et meilleure amie d'Estelle. Épouse divorcée de Gil, elle imputera à Mehdi la responsabilité de sa mort et complotera pour aider inconsciemment les Frères de Judas à essayer de l'éliminer pour, finalement, sombrer dans la folie.
- Marthe Keller : Doña Flores, très liée à la famille Esperanza, membre de la Confrérie des Serviteurs de Sara et guide protectrice d'Estelle ; elle chapeaute par ailleurs une agence européenne de services secrets. Le dernier épisode révèle qu'elle est en réalité le Grand chancelier des Frères de Judas, contre lesquels elle prétendait lutter.

## Commentaires
Il s'agit d'une saga ésotérique, genre à la mode depuis la publication en 2003 du roman Da Vinci Code de l'Américain Dan Brown.
La série est tirée du roman à 4 mains de Emmanuelle Rey-Magnan et Pascal Fontanille.

## Lieux de tournage
Cette mini-série a été tournée :
- dans le département de Vaucluse :
  - à Avignon, notamment dans le palais des Papes et sur le pont Saint-Bénézet ;
  - et dans les villes de Pernes-les-Fontaines et Saint-Pantaléon ;
- dans le département du Gard, à Villeneuve-lez-Avignon, notamment au Fort Saint-André et à la Chartreuse Notre-Dame-du-Val-de-Bénédiction ;
- dans le département de la Gironde, à Langoiran, dans l'allée du château de Langoiran.